# Bessica
Bessica is een plaats (frazione) in de Italiaanse gemeente Loria.